# Floridaterritoriet
Floridaterritoriet (engelska: Florida Territory) var ett amerikanskt territorium, som existerade från 30 mars 1822 till 3 mars 1845. Därefter blev området den amerikanska delstaten Florida. Ursprungligen var området en del av Spanska Florida, och senare provinserna Öst- och Västflorida, innan det tillföll USA genom Adams-Onísfördraget 1819.

### Fotnoter
1. ↑  ”Florida” (på engelska). World Statesmen. http://www.worldstatesmen.org/US_states_F-K.html#Florida. Läst 20 juli 2015.
2. ↑  ”Florida Constitution of 1838”. Florida Constitution Revision Commission. Arkiverad från originalet den 30 oktober 2011. https://web.archive.org/web/20111030001703/http://www.law.fsu.edu/crc/conhist/1838con.html. Läst 10 augusti 2011.